# The End (film fra 1999)
|  | Denne artikel er oprettet af botten Steenthbot ud fra en ekstern database. Den kan derfor have sproglige fejl eller mangler. Denne skabelon kan fjernes efter kontrol af indholdet. |

The End er en dansk kortfilm fra 1999 instrueret af Johanna Olausson efter eget manuskript.

## Handling
THE END er en stum kærlighedshistorie i toiletternes labyrinter. Et stykke tid.